# Barone Keane
Il titolo di Barone Keane di Ghuznee in Afghanistan e di Cappoquin nella contea di Waterford, era un titolo nobiliare nel Pari del Regno Unito. Fu creato il 23 dicembre 1839 per il generale John Keane. Questi era il figlio secondogenito di sir John Keane, I baronetto, di Cappoquin. Il figlio terzogenito del barone fu anch'egli tenente generale dell'esercito britannico ed alla sua morte nel 1901 il titolo si estinse.

## Baroni Keane
- John Keane, I barone Keane (1781-1844)
- Edward Arthur Wellington Keane, II barone Keane (1815-1882), figlio del precedente
- John Manly Arbuthnot Keane, III barone Keane (1816-1901), fratello del precedente